# Sûre
Il Sûre (in tedesco: Sauer) è un fiume che attraversa il Belgio, il Lussemburgo e la Germania. Affluente da sinistra della Mosella, ha una lunghezza complessiva di 173 chilometri. Deve il suo nome alla particolare acidità delle sue acque.

## Percorso
La sorgente del fiume si trova nei pressi di Vaux-sur-Sûre, sulle Ardenne, nel Belgio sud-orientale, e scorre verso est attraversando il confine con il Lussemburgo nei pressi di Martelange. Ad ovest di Esch-sur-Sûre confluisce in un lago artificiale, il lago della Haute-Sûre, che dà il nome (in francese) al comune lussemburghese di Lac de la Haute-Sûre. Dopo aver attraversato Ettelbruck e Diekirch, il Sauer segna il confine fra Lussemburgo e Germania negli ultimi cinquanta chilometri del suo corso, attraversando Echternach prima di riversarsi nella Mosella a Wasserbillig.

## Città e paesi attraversati

### Belgio
Provincia del Lussemburgo
Vaux-lez-Rosières, Libramont-Chevigny, Vaux-sur-Sûre, Sûre, Bodange, Wisembach, Radelange, Martelange

### Lussemburgo
Distretto di Diekirch
Esch-sur-Sûre, Michelau, Erpeldange-sur-Sûre, Ettelbruck, Diekirch, Bettendorf,
Distretto di Grevenmacher
Wasserbillig

## Affluenti
I principali affluenti del Sûre sono: 
- Wiltz
- Alzette
- Ernz bianco
- Ernz nero
- Our
- Prüm

## Immagini della Sûre

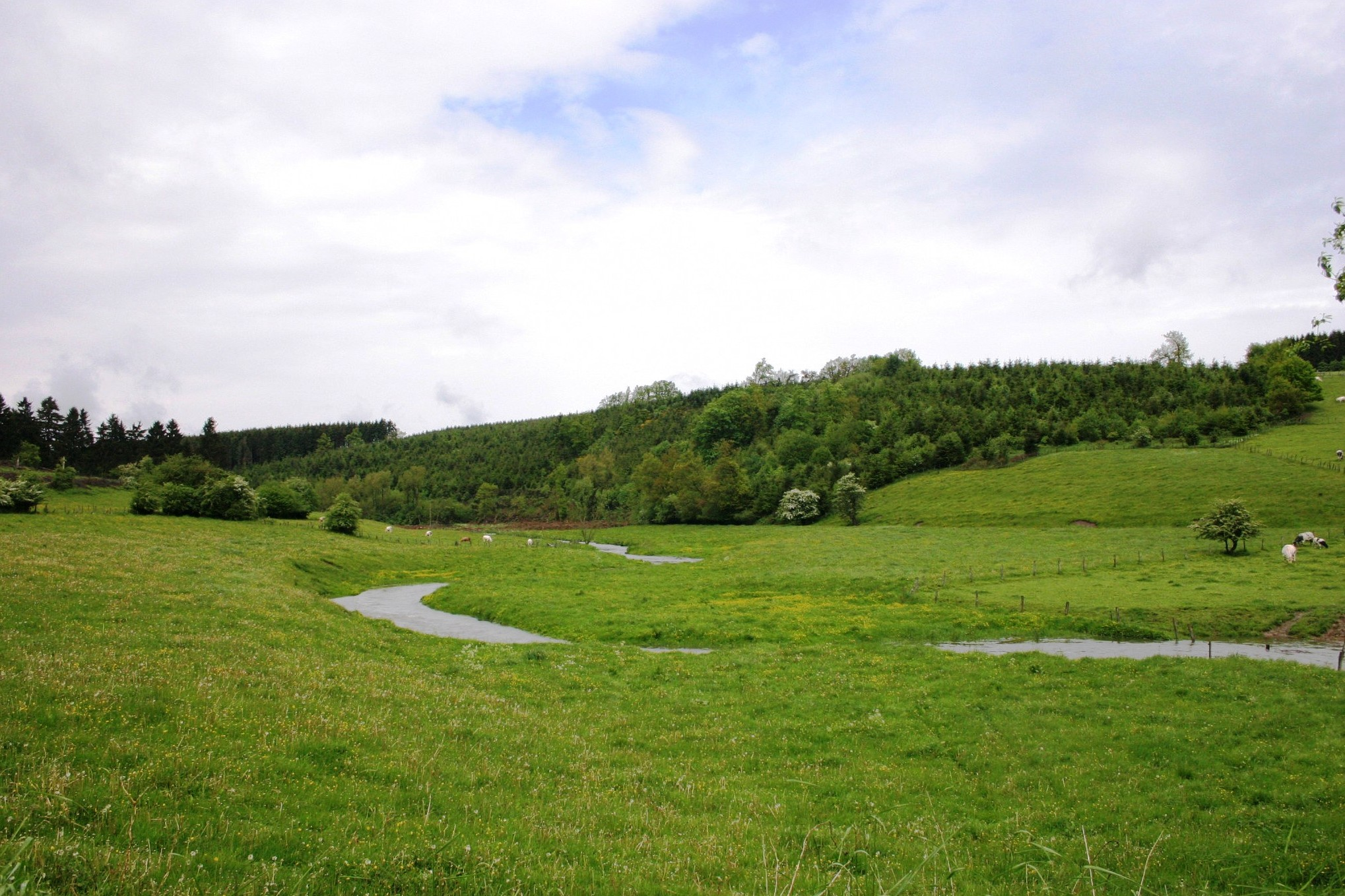
La Haute-Sûre a Winville.
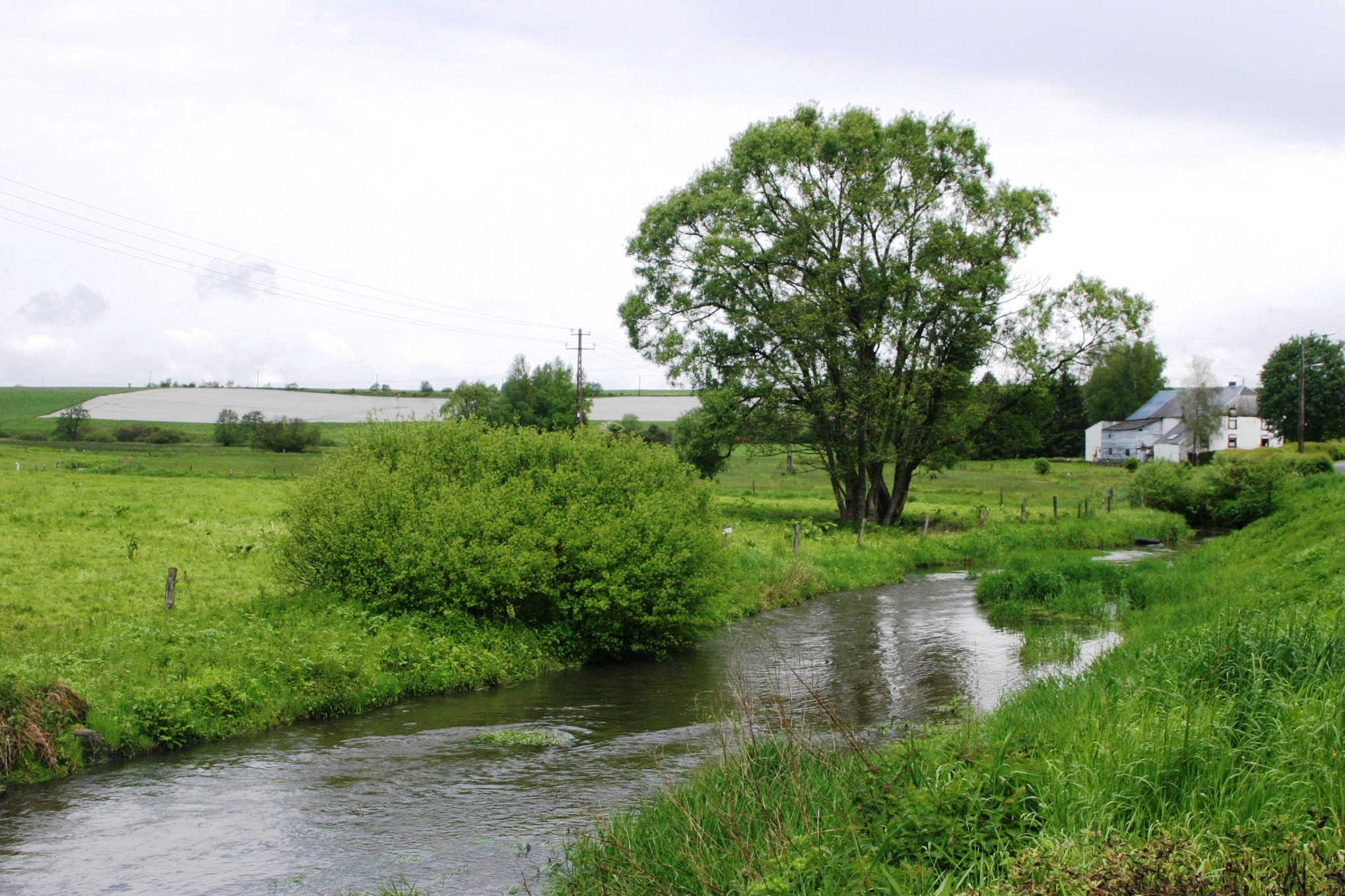
La Haute-Sûre à Sûre.
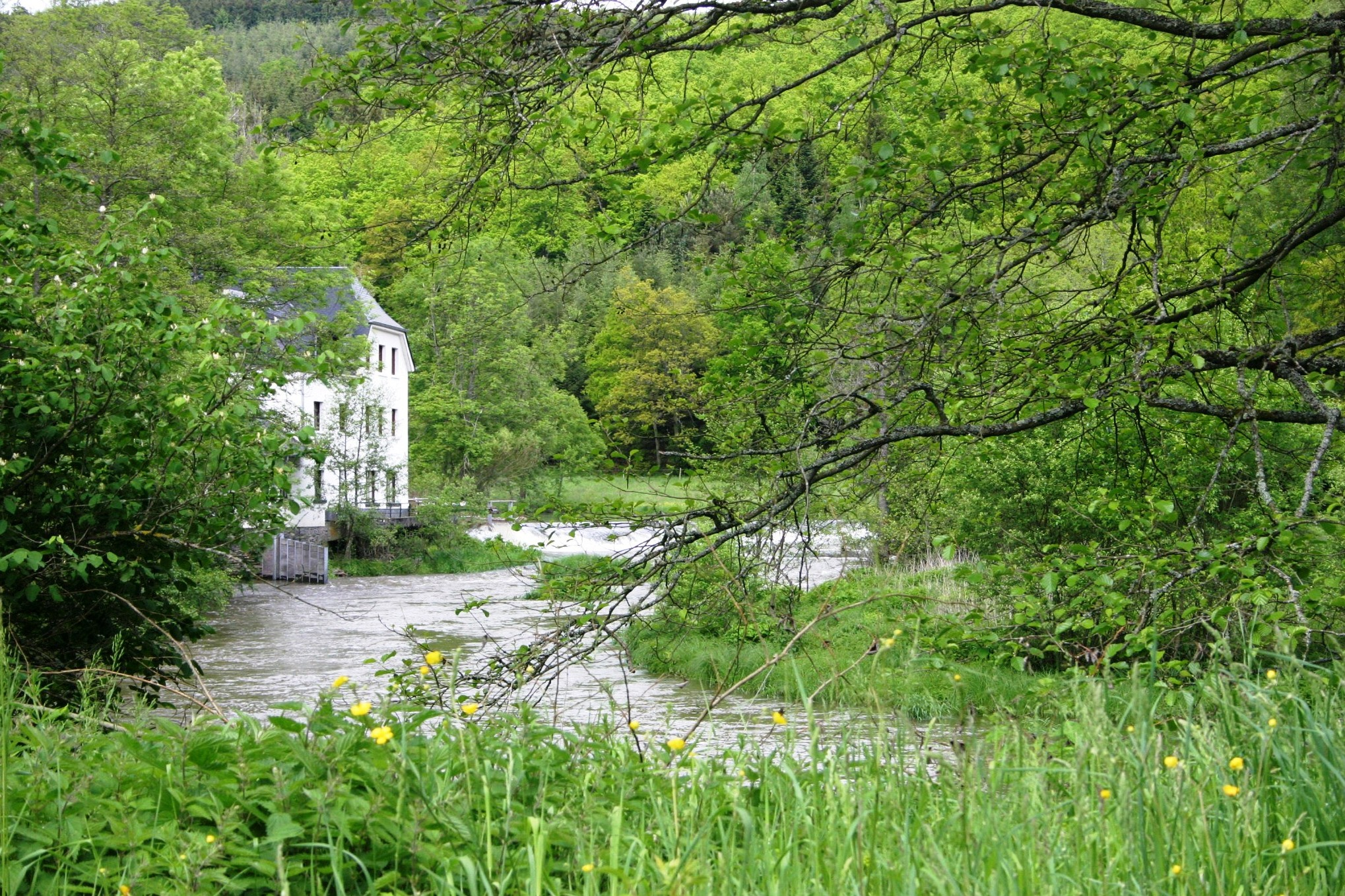
La Haute-Sûre a mulino di Bigonville.
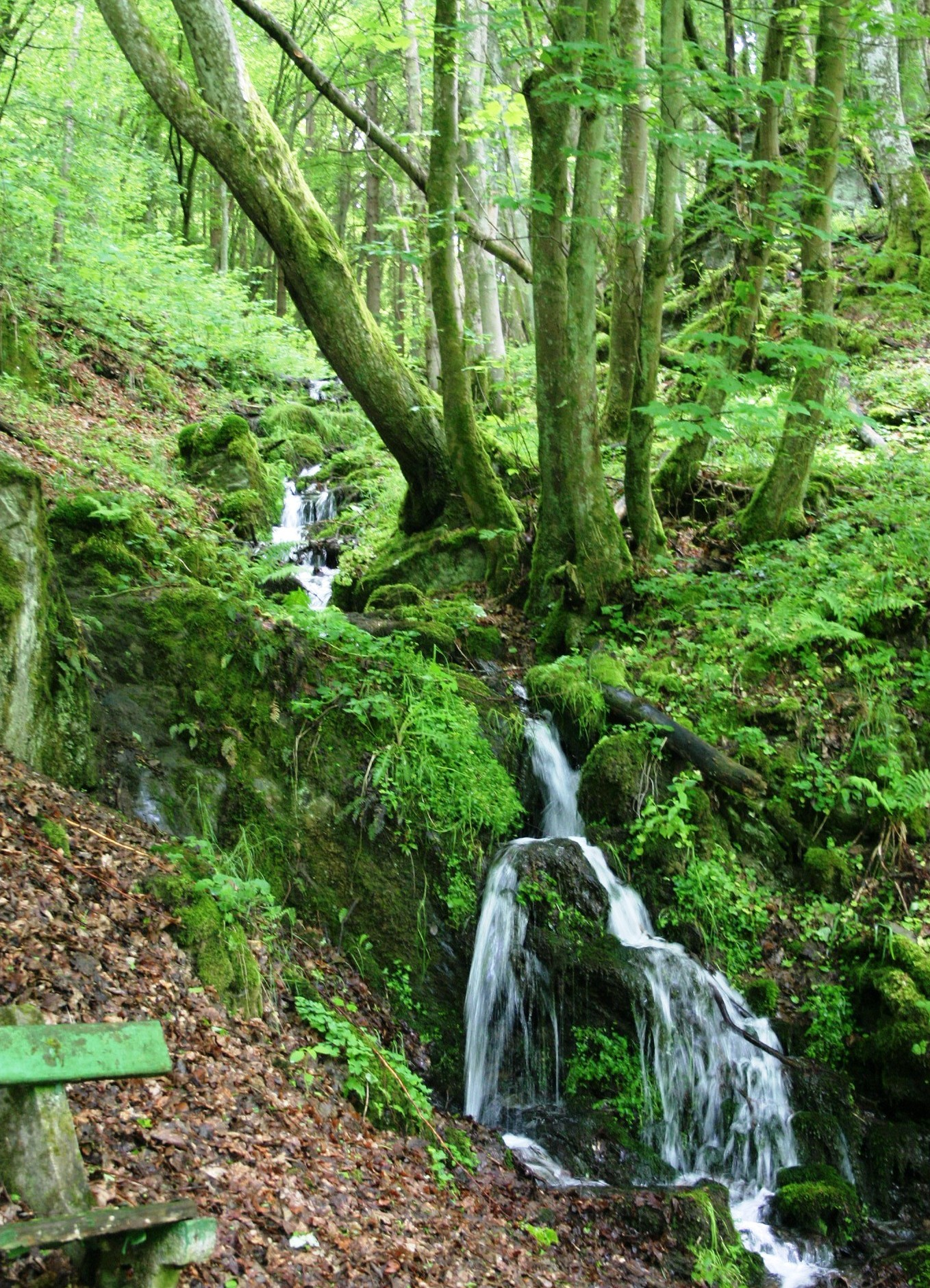
Un affluente della Sûre a Neimillen (Bilsdorf).
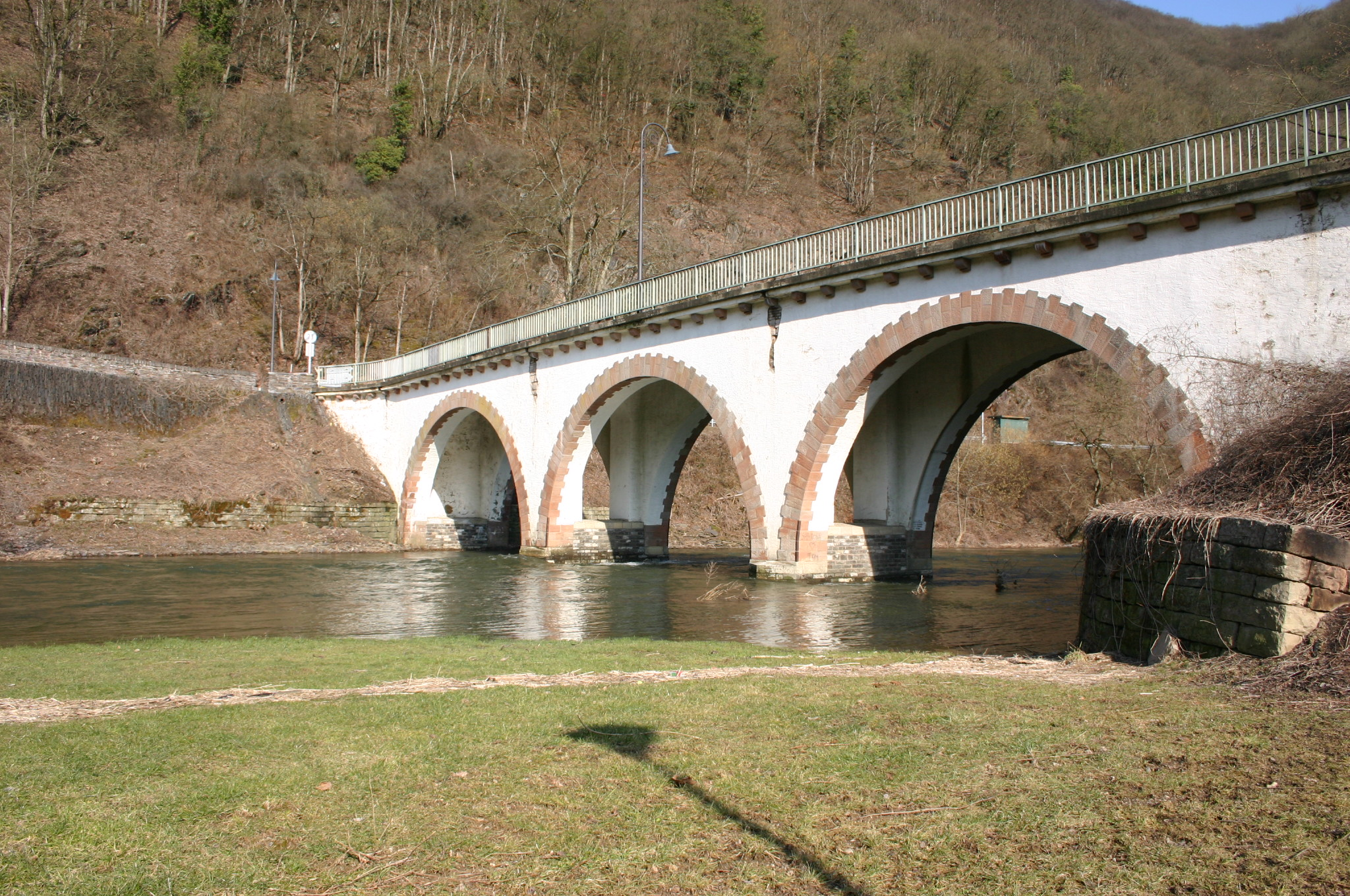
La Sûre sotto il ponte di Bourscheid.
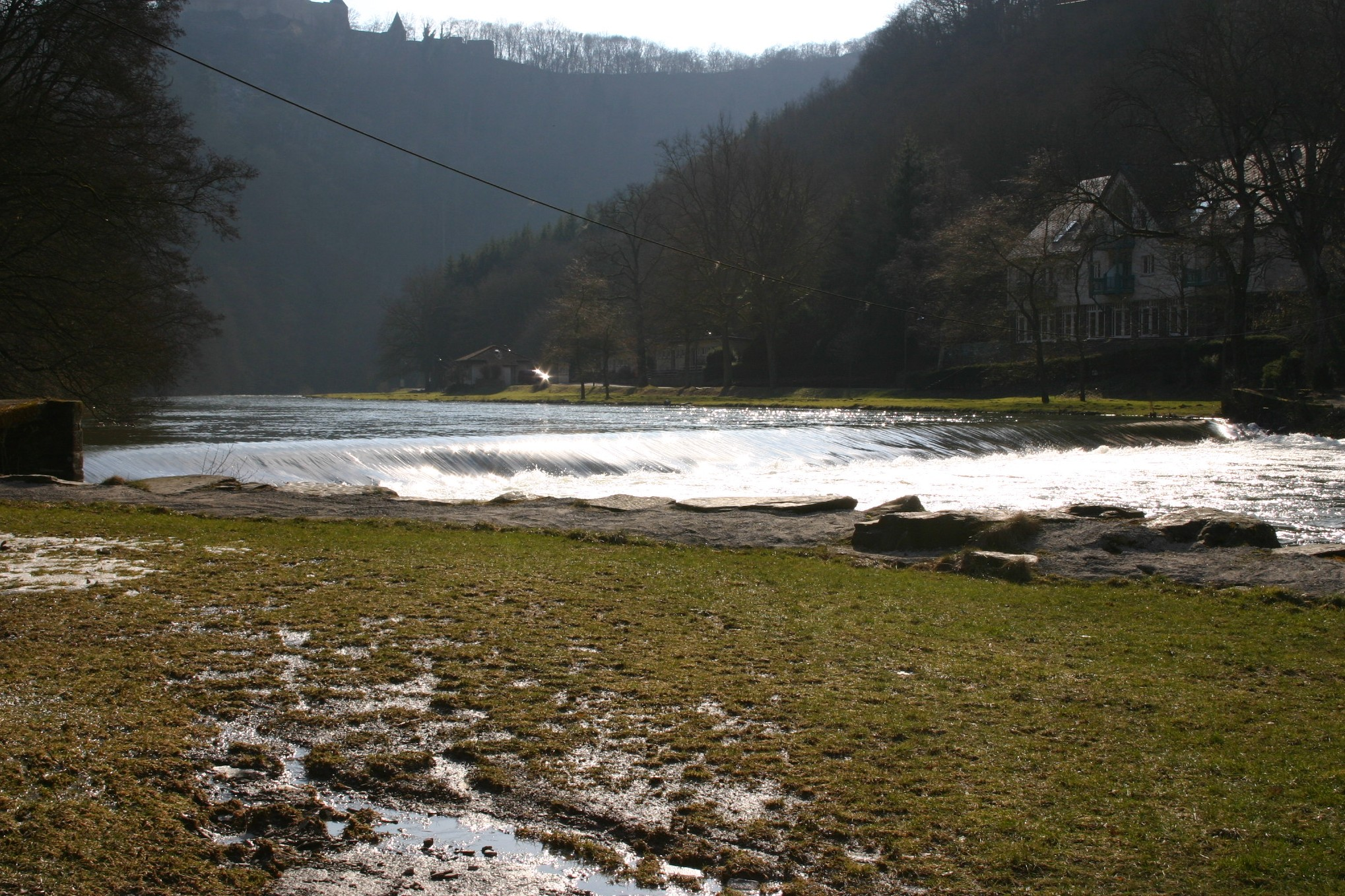
La Sûre a monte del mulino di Bourscheid.
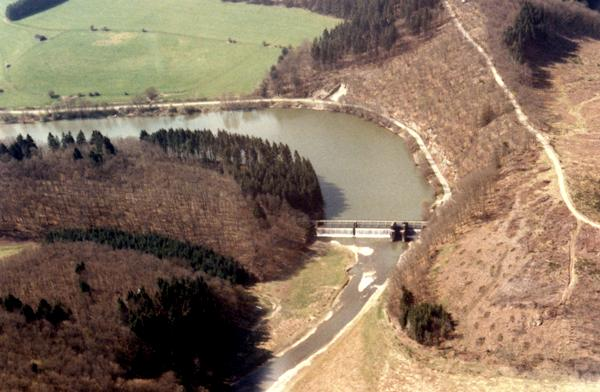
Il pre-sbarramento a Pont Misère nell'aprile 1991 al momento dello svuotamento del lago.
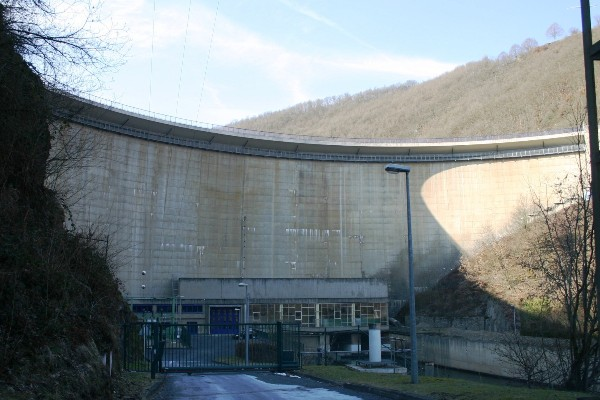
Lo sbarramento d'Esch-sur-Sûre.